# Arcozelo (Gouveia)
Arcozelo is een plaats (freguesia) in de Portugese gemeente Gouveia en telt 858 inwoners (2001).

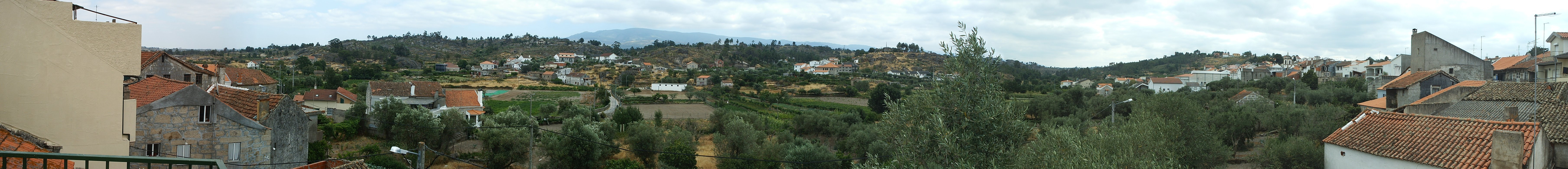
Arcozelo